# Els Pelgrom

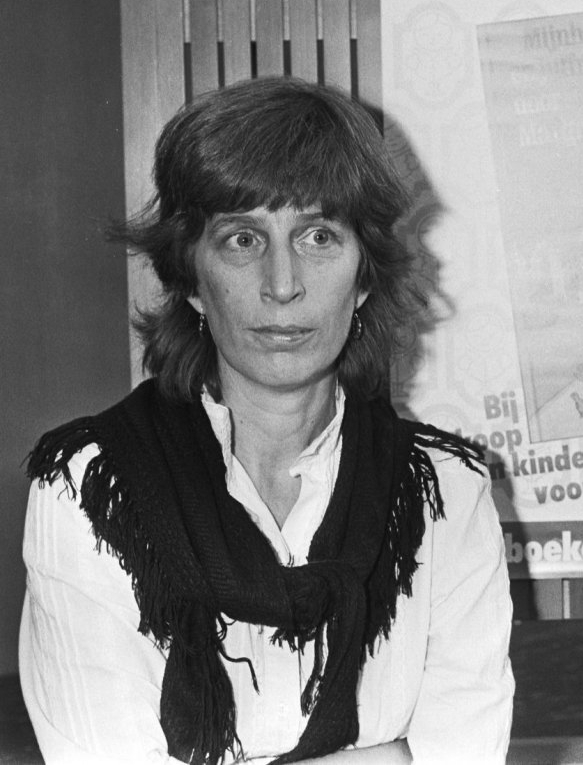
Els Pelgrom (1983)

Els Pelgrom (Pseudonym von Else Koch) (* 2. April 1934 in Arnheim) ist eine niederländische Schriftstellerin.
Els Pelgrom gehörte mit ihren Eltern gehörte zu den Arnheimer Bürgern, die im „Hongerwinter“ 1944 aussiedeln mussten, nachdem der Versuch der Alliierten, Arnheim zu erobern, fehlgeschlagen war. Ihre Eindrücke vom Krieg, der deutschen Besetzung und der Judenverfolgung verarbeitete Pelgrom in dem Buch Die Kinder vom Achten Wald.
1994 gewann Els Pegrom den Theo Thijssenprijs für ihr Gesamtwerk, den niederländischen Staatspreis für Kinder- und Jugendliteratur.
Els Pelgrom bekam in den Niederlanden zwei Kinder mit ihrem ersten Mann. Über die schwere Kindheit ihres zweiten Mannes, mit dem sie bis zu dessen Tod 1993 im spanischen Granada lebte, schrieb sie das Jugendbuch Die Eichelfresser.

## Werke (Auswahl)
- 1962 – Het geheimzinnige bos
- 1977 – De kinderen van het Achtste Woud (dt. "Die Kinder vom Achten Wald", 1992)

Gouden Griffel 1978
Gustav-Heinemann-Friedenspreis
- 1978 – De zwervers van de Zakopane (dt. "Die Vagabunden von der Zakopane", 1989)
- 1980 – Drie Japies ("The Winter When Time Was Frozen")

Mildred L. Batchelder Award 1981
- 1982 – Voor niks gaat de zon op (dt. "Umsonst geht nur die Sonne auf")
- 1982 – Een zak vol geld (dt. "Ein Sack voll Geld", 1988)
- 1984 – Kleine Sofie en lange Wapper (dt. "Die wundersame Reise der kleinen Sofie", 1991), illustriert von Thé Tjong-Khing

Gouden Griffel 1985
Deutscher Jugendliteraturpreis 1986
- 1985 – De olifantsberg (dt. "Der Elefantenberg", 1990), illustriert von Thé Tjong-Khing
- 1989 – De eikelvreters (dt. "Die Eichelfresser", 1996)

Gouden Griffel 1990
- 1992 – De koe die van het leven hield
- 1992 – Daar zijn draken!
- 1995 – Bombaaj!
- 1996 – De beer is los
- 1998 – De zee en het land
- 1999 – De kater en het vogeltje
- 2000 – Het loterijbriefje
- 2000 – Mijn flamencojurk
- 2006 – Helden